# Mistrzostwa Świata w Strzelectwie 1935
Mistrzostwa Świata w Strzelectwie 1935 – 30. edycja mistrzostw świata w strzelectwie. Odbyły się one we włoskim Rzymie.
Rozegrano dziewiętnaście konkurencji. Najwięcej medali zdobył Szwed Olle Ericsson (siedem krążków). W klasyfikacji medalowej zwyciężyła reprezentacja Finlandii. Gospodarze uplasowali się na szóstym miejscu, z dorobkiem jednego złotego, jednego srebrnego i jednego brązowego medalu.

## Klasyfikacja medalowa
Gospodarze mistrzostw
| Pozycja | Kraj           | Złoto | Srebro | Brąz | Łącznie |
| ------- | -------------- | ----- | ------ | ---- | ------- |
| 1       | Finlandia      | 6     | 3      | 2    | 11      |
| 2       | Estonia        | 4     | 4      | 1    | 9       |
| 3       | Szwecja        | 4     | 2      | 4    | 10      |
| 4       | Francja        | 2     | 3      | 2    | 7       |
| 5       | Szwajcaria     | 1     | 2      | 4    | 7       |
| 6       | Włochy         | 1     | 1      | 1    | 3       |
| 7       | Węgry          | 1     | 0      | 0    | 1       |
| 8       | Norwegia       | 0     | 1      | 3    | 4       |
| 9       | III Rzesza     | 0     | 1      | 1    | 2       |
| 10      | Czechosłowacja | 0     | 1      | 0    | 1       |
| 10      | Holandia       | 0     | 1      | 0    | 1       |
| 12      | Hiszpania      | 0     | 0      | 1    | 1       |

## Wyniki
| Konkurencja                                      | Złoto                                                                                             | Wynik     | Srebro                                                                                 | Wynik     | Brąz                                                                                        | Wynik     |
| Karabin wojskowy, trzy postawy, 300 m            | Sven Lindgren                                                                                     | 440 pkt.  | Karl Zimmermann                                                                        | 430 pkt.  | Olle Ericsson                                                                               | 426 pkt.  |
| Karabin wojskowy, trzy postawy, 300 m, drużynowo | Węgry Zoltán Soós-Ruszka Hradetzky Antal Simonfay Tibor Tarits István Prepeliczay Bertalan Zsótér | 2013 pkt. | Szwecja Olle Ericsson Sven Dessle Karl August Larsson Lennart Rönnmark Bertil Rönnmark | 1977 pkt. | Szwajcaria Ernst Burgdorfer Gustav Eichelberger Albert Salzmann Beat Rhyner Karl Zimmermann | 1966 pkt. |
| Karabin wojskowy leżąc, 300 m                    | Maurice Brion                                                                                     | 163 pkt.  | Albert Salzmann                                                                        | 160 pkt.  | Sven Lindgren                                                                               | 159 pkt.  |
| Karabin wojskowy klęcząc, 300 m                  | Sven Lindgren                                                                                     | 162 pkt.  | Osmo Rantala                                                                           | 152 pkt.  | Giuseppe Goivanelli                                                                         | 150 pkt.  |
| Karabin wojskowy stojąc, 300 m                   | Olle Ericsson                                                                                     | 151 pkt.  | Christiaan Both                                                                        | 147 pkt.  | Karl Zimmermann                                                                             | 142 pkt.  |
| Karabin dowolny, trzy postawy, 300 m             | Viktor Miinalainen                                                                                | 1111 pkt. | Kullervo Leskinen                                                                      | 1111 pkt. | Jaak Kärner                                                                                 | 1103 pkt. |
| Karabin dowolny, trzy postawy, 300 m, drużynowo  | Finlandia Kullervo Leskinen Sven Lindgren Viktor Miinalainen Einari Oksa Nisse Vasenius           | 5488 pkt. | Estonia Elmar Kivistik Jaak Kärner Endel Rikand August Liivik Ernst-Eduard Rull        | 5465 pkt. | Szwajcaria Otto Horber Jakob Reich Albert Salzmann Ernst Tellenbach Karl Zimmermann         | 5446 pkt. |
| Karabin dowolny leżąc, 300 m                     | Bertil Rönnmark                                                                                   | 392 pkt.  | Raymond Durand                                                                         | 390 pkt.  | Halvor Kongsjorden                                                                          | 388 pkt.  |
| Karabin dowolny klęcząc, 300 m                   | Jaak Kärner                                                                                       | 377 pkt.  | Viktor Miinalainen                                                                     | 376 pkt.  | Kullervo Leskinen                                                                           | 375 pkt.  |
| Karabin dowolny stojąc, 300 m                    | Sven Dessle                                                                                       | 356 pkt.  | August Liivik                                                                          | 353 pkt.  | Willy Røgeberg                                                                              | 352 pkt.  |
| Pistolet dowolny, 50 m                           | Torsten Ullman                                                                                    | 547 pkt.  | Erich Krempel                                                                          | 545 pkt.  | Walter Büchi                                                                                | 539 pkt.  |
| Pistolet dowolny, 50 m, drużynowo                | Szwajcaria Ernst Andres Ernst Flückiger Severin Crivelli Fritz Leibundgut Walter Büchi            | 2634 pkt. | Włochy Giancarlo Boriani Bosforo Capone Stefano Margotti Carlo Maresca Ugo Pistolesi   | 2569 pkt. | III Rzesza Hermann Beltzner Erich Krempel Günther Lorenz Emil Martin Paul Wehner            | 2548 pkt. |
| Karabin małokalibrowy leżąc, 50 m                | Raymond Durand                                                                                    | 398 pkt.  | Johannes Vilberg                                                                       | 397 pkt.  | Jacques Mazoyer                                                                             | 396 pkt.  |
| Karabin małokalibrowy leżąc, 50 m, drużynowo     | Estonia Villem-Johannes Jaanson Eduard Seren Gustav Lokotar Endel Rikand Johannes Vilberg         | 1964 pkt. | Szwecja Olle Ericsson Tage Eriksson Erland Koch Karl August Larsson Bertil Rönnmark    | 1960 pkt. | Francja Marcel Bouchez Raymond Durand Marcel Fitoussi Lucien Genot Jacques Mazoyer          | 1954 pkt. |
| Karabin małokalibrowy klęcząc, 50 m              | Gustav Lokotar                                                                                    | 389 pkt.  | Ernst-Eduard Rull                                                                      | 386 pkt.  | Willy Røgeberg                                                                              | 385 pkt.  |
| Karabin małokalibrowy klęcząc, 50 m, drużynowo   | Estonia Villem-Johannes Jaanson Elmar Kivistik Gustav Lokotar Endel Rikand Ernst-Eduard Rull      | 1897 pkt. | Francja Marcel Bouchez Marcel Bonin Raymond Durand Lucien Genot Jacques Mazoyer        | 1896 pkt. | Szwecja Olle Ericsson Tage Eriksson Erland Koch Karl August Larsson Bertil Rönnmark         | 1893 pkt. |
| Karabin małokalibrowy stojąc, 50 m               | Kullervo Leskinen                                                                                 | 375 pkt.  | Willy Røgeberg                                                                         | 374 pkt.  | Olle Ericsson                                                                               | 370 pkt.  |
| Karabin małokalibrowy stojąc, 50 m, drużynowo    | Finlandia Kullervo Leskinen Toivo Mänttäri Einari Oksa Osmo Rantala Nisse Vasenius                | 1813 pkt. | Francja Marcel Bouchez Marcel Bonin Marcel Fitoussi Robert Mechet Jacques Mazoyer      | 1808 pkt. | Szwecja Sven Dessle Olle Ericsson Tage Eriksson Erland Koch Bertil Rönnmark                 | 1804 pkt. |
| Pistolet szybkostrzelny, 25 m                    | Walter Boninsegni                                                                                 | 18 pkt.   | František Pokorný                                                                      | 18 pkt.   | Arturo González                                                                             | 18 pkt.   |